# Pisaster
Pisaster è un genere di stelle marine della famiglia Asteriidae.

## Specie
- Pisaster brevispinus (Stimpson, 1857)
- Pisaster giganteus (Stimpson, 1857)
- Pisaster ochraceus (Brandt, 1835)